# První česká továrna na vodoměry
První česká továrna na vodoměry je bývalý průmyslový objekt čp. 1052 v Praze 7 - Holešovicích, ulice Komunardů č. o. 3., v sousedství Holešovické tržnice. Objekt byl po roce 2000 přestavěn na architektonický ateliér a galerii. Od roku 1981 je budova chráněna jako národní kulturní památka.

## Historie
Roku 1884 založil Adolf Pleskot v Hybernské ulici č. 42 továrnu na výrobu olověných trubek a armatur. Roku 1910 se v rámci úspěšného rozvoje firmy rozhodl rozšířit výrobu a přemístit provoz do nového, většího prostoru mimo centrum města. Zakoupil nově postavený objekt bytového domu v Holešovicích od stavitele Josefa Vaňhy s přilehlými dílnami, kam se i se svou rodinou přestěhoval. Na vedlejším pozemku pak vyrostl průmyslový areál a dílny, které byly roku 1915 rozšířeny o patro. Stavbu provedla Vaňhova firma, objekt byl u střešní římsy dílenských budov opatřen nápisem První česká továrna na vodoměry, zal. 1884. Podnik se zaměřoval především na výrobu potrubí, vodoměrů a plynoměrů. Roku 1926 byla přistavěna nová dvoupatrová výrobní budova podle projektu Josefa Vajshajtla. Další budova byla přistavěna roku 1930.
Po převzetí moci ve státě komunistickou stranou v Československu v únoru 1948 byla rodinná firma znárodněna.

## Rekonstrukce
V rámci restitučních řízení byla budova továrny rodině Pleskotových navrácena, architekt Josef Pleskot po roce 2000 zpracoval přestavbu objektu a zřídil si v jejích útrobách svůj ateliér.